# SAIC Volkswagen
Die SAIC Volkswagen Automotive Co., Ltd., früher Shanghai Volkswagen Automotive Co., Ltd. (abgekürzt SVW, chinesisch 上汽大衆汽車 / 上汽大众汽车) ist ein in Anting, Shanghai ansässiger Automobilhersteller, der 1984 zunächst als eigenständiges Unternehmen von SAIC Motor gegründet wurde. 1988 entwickelte sich das Unternehmen dann zu einem offiziellen Joint Venture mit den beiden Firmen Volkswagen AG und Volkswagen (China) Investment. Das Unternehmen stellt Fahrzeuge der Marken Volkswagen und Škoda her.

## Unternehmensgeschichte

### Anteilseigner
Nachdem es seit 1978 Kontakt zwischen China und Volkswagen gegeben hatte, wurde schließlich das Unternehmen Shanghai Volkswagen Co. Ltd. am 21. März 1985 gegründet. Es war das früheste Joint-Venture-Unternehmen der Automobilindustrie und in dieser Hinsicht wegweisend für die Entwicklung der chinesischen Automobilindustrie. 50 % der Anteile an dem Unternehmen hielt die Volkswagen AG, 25 % die Shanghai Automobile and Tractor Industrial Associated Company (上海汽车拖拉机工业联营公司), 15 % die Bank of China Shanghai Trust Consulting Company (中国银行上海信托咨询公司) und 10 %  die China Automotive Industry Corporation  (中国汽车工业公司). Die Laufzeit des Joint Ventures war auf 25 Jahre ausgelegt. Im August 1999 wurden die Unternehmensanteile zu 40 % auf Volkswagen Deutschland, 10 % Volkswagen (China) Investment Co., Ltd. („Volkswagen China“), 25 % Shanghai Automotive Industry Corporation (上海汽车工业总公司, heute SAIC Motor), 15 % Shanghai United Investment Co., Ltd. (上海联合投资有限公司) und 10 % China Automotive Industry Corporation aufgeteilt.
Im April 2002 wurde das Aktionärskapital des Unternehmens auf 40 % Volkswagen Deutschland, 10 % Volkswagen China, 40 % SAIC Motor und 10 % China Automotive Industry Corporation aufgeteilt. Gleichzeitig wurde der Joint-Venture-Vertrag um 20 Jahre bis 2030 verlängert. Im April 2004 erfolgte eine erneute Änderung und sämtliche chinesischen Anteile wurden von SAIC Motor übernommen. Im Dezember 2015 änderte das Unternehmen seinen Namen in SAIC Volkswagen.
2024 wurde die Laufzeit des Joint-Venture-Vertrags bis 2040 verlängert. Das Volkswagen Entwicklungszentrum in Hefei (Volkswagen China Technology Company - VCTC), das auch für Volkswagen Anhui in Hefei die Elektrofahrzeuge entwirft, soll dabei 18 Modelle bis 2030 beisteuern.

### Kapazitäten
Von Beginn an arbeitete das Unternehmen daran, die Produktion möglichst zu lokalisieren. Im Jahr 1985 lag die Lokalisierungsrate bei 2,7 %, d. h. fast alle Komponenten mussten importiert werden. Im Jahr 1990 erreichte die Lokalisierungsrate der Shanghai Santana-Limousine 60 % und im Jahr 1996 lag sie im gleichen Werk schon bei 90 %. Die Produktionskapazitäten wurden kontinuierlich ausgebaut. Im April 1990 lagen sie bei jährlich 30.000 kompletten Fahrzeugen und 100.000 Motoren, im April 1995 bei 60.000 Fahrzeugen und 150.000 Motoren und im April 2000 bei 685.000 kompletten Fahrzeugen und 745.000 Motoren. Im Juli 2023 verfügte das Unternehmen über acht Automobilwerke und zwei Motorenwerke mit einer jährlichen Produktionskapazität von 1,935 Millionen Fahrzeugen. Parallel zu den Produktionsstätten wurden auch die Forschungs- und Entwicklungskapazitäten ausgebaut und u. a. zahlreiche Teststrecken und Teststände eingerichtet.

### Marktanteile
Im Jahr 1985 verkaufte Shanghai Volkswagen 1.700 Autos mit einem Umsatz von 62 Millionen Yuan. In den Jahren 1993 und 1996 stellte das Unternehmen jährliche Verkaufsrekorde von 100.000 bzw. 200.000 Autos auf. Während des 8. und 9. fünfjahresplans 1991 bis 2001 lag der Inlandsmarktanteil der Shanghai Santana-Limousine bei rund 50 %. Im Jahr 2010 verkaufte das Unternehmen erstmals mehr als eine Million Fahrzeuge. Im Jahr 2013 überstieg der Jahresabsatz 1,5 Millionen Einheiten und SAIC Volkswagen war das erste Pkw-Unternehmen in China mit einer kumulierten Produktion von über 10 Millionen Einheiten. Von 1985 bis 2000 gewann Shanghai Volkswagen acht Jahre in Folge den Titel der zehn besten Joint Ventures Chinas und führte acht Jahre in Folge die Liste der 500 größten ausländisch investierten Unternehmen des Landes an. Es gewann zahlreiche Qualitätsauszeichnungen und errang von 2006 bis 2015 zehn Jahre in Folge den Titel „Chinas Top-Arbeitgeber“.

## Modellentwicklung
Die Produktion des Unternehmens begann im Jahre 1984 mit dem Volkswagen Santana, der zunächst als CKD-Bausatz zur Montage importiert wurde. Erhältlich war das Modell sowohl als Stufenheck wie auch in der eher bei Polizei und Behörden beliebten Kombiversion Variant. Die eigene Produktion begann etwa ein Jahr nach Einführung des Modells auf dem chinesischen Markt. Mit mehr als 3.000.000 produzierten Einheiten und etlichen Modellpflegen hat sich der Santana zu einem der beliebtesten PKW-Modelle in der Volksrepublik China entwickelt, inzwischen befindet sich ein Nachfolgemodell in Produktion. Erst 1996 versuchte Volkswagen mit einem ersten Schritt, das veraltete Modell mit dem Volkswagen Passat abzulösen. Doch auf Grund des günstigeren Preises und einer weitaus reichhaltigeren Sonderausstattung konnte der Passat nicht bestehen und blieb als ein Parallelmodell im Angebot.

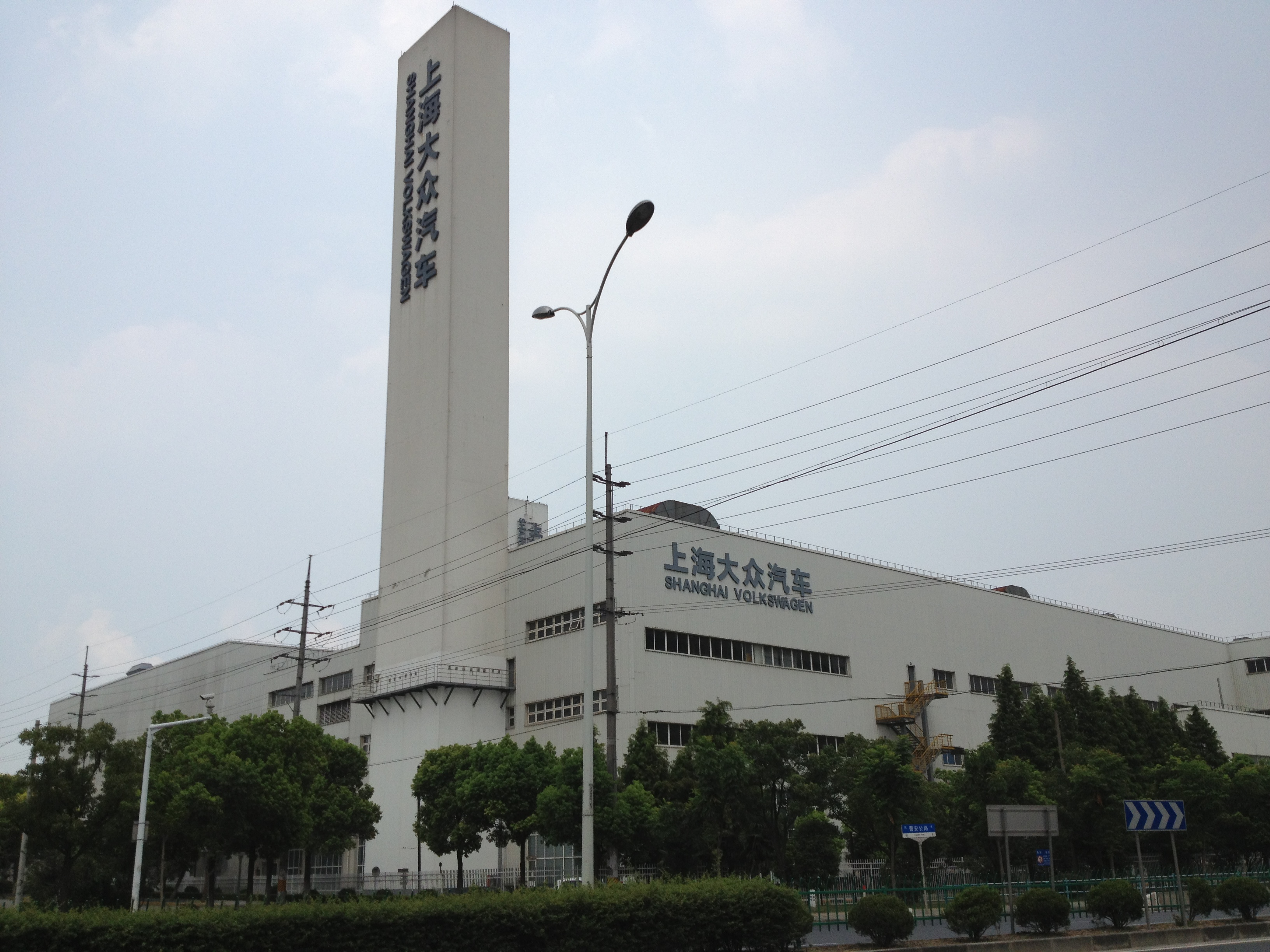
Shanghai Volkswagen Juli 2013

Im neuen Jahrtausend sollte dann der Volkswagen Polo den Absatz vor allem in Stadtgebieten steigern, welche große Verkehrsprobleme aufweisen. Doch auf Grund seines für China hohen Preises „floppte“ dieser zunächst. Die Faceliftversion hingegen brachte den erhofften Erfolg, was hauptsächlich an den neuen Sportmodellen wie den CrossPolo und den Polo Sporty lag. Diese verdrängten nicht zuletzt auch den bis dahin beliebten Volkswagen Gol, den es von 2002 bis 2007 gab. Im November 2006 wurde der Škoda Octavia präsentiert. Er ging im März 2007 in Produktion. Ab etwa 2008 gab es die Modelle Volkswagen Passat Lingyu, Volkswagen Touran, Škoda Fabia, Volkswagen Lavida und Volkswagen Passat Variant, die die Lücke zwischen den bei der FAW-Volkswagen hergestellten Modellen Volkswagen Jetta und Volkswagen Sagitar schließen sollen. Einziger VW-SUV aus China war bis zum Erscheinen des Volkswagen Teramont der Volkswagen Tiguan, der hier in einer Langversion hergestellt wird.

## Formierung eines neuen Firmenbereichs für den Elektroautobau mit eigener Marke
Die Elektroautomodelle, die SAIC Volkswagen im Rahmen seiner Aktivitäten zukünftig zu produzieren beabsichtigt, sollen unter einer eigenen Marke namens Tantos erscheinen. Der Volkswagen Lavida blue-e-motion soll eines der ersten Modelle werden, die unter dem neuen Markennamen erscheinen werden. Der neue Markenname ist von der chinesischen Regierung genehmigt.

## Modellübersicht
Hinweis: Die hochgestellten Zahlen 1, 2 und 3 geben den Produktionsstandort laut nachstehender Tabelle an.

## Produktionsstandorte

### Aktuelle Standorte
| Stadt   | Region   | Arbeitnehmer | Produkte                      | Kapazität/Jahr | Eröffnung | Kennung |
| ------- | -------- | ------------ | ----------------------------- | -------------- | --------- | ------- |
| Anting  | Shanghai | 19.171       | Motoren und Komplettfahrzeuge | 450.000        | 1984      | 1       |
| Jiading | Shanghai | 1.664        | Getriebe                      |                | 1985      |         |
| Loutang | Shanghai | 770          | Motoren                       |                | 2005      |         |
| Nanjing | Jiangsu  | 4.529        | Komplettfahrzeuge             | 60.000         | 2008      | 2       |
| Yizheng | Jiangsu  | 2.350        | Komplettfahrzeuge             | 300.000        | 2012      | 3       |

### Ehemalige Standorte
| Stadt  | Region   | Arbeitnehmer | Produkte          | Kapazität/Jahr | Eröffnung | Kennung |
| ------ | -------- | ------------ | ----------------- | -------------- | --------- | ------- |
| Ürümqi | Xinjiang | ca. 350      | Komplettfahrzeuge |                | 2016      |         |

Die Produktionsstätte in Ürümqi sowie die Teststrecken in Turpan und Anting wurden im Jahr 2024 an das chinesische Staatsunternehmen Shanghai Motor Vehicle Inspection Center (SMVIC) verkauft.
Das Werk in Nanjing hat Mitte 2025 die Produktion eingestellt und wird schrittweise zum Jahresende geschlossen. Die Produktion wird in das Werk Yizheng verlagert. Zuletzt wurden dort unter anderem der VW Passat und der Skoda Superb produziert. Es handelt sich um die erste vollständige Schließung eines Volkswagen-Werks in der Volksrepublik China. Angegebener Grund war, dass sich das Werk wegen seiner Lage im Stadtzentrum von Nanjing und der damit verbundenen Einschränkungen nicht erweitern und für die Elektroautoproduktion umrüsten ließ.

## Statistik
| Jahr | Gesamtvermögenswert (in 10.000 Yuan) | Verkaufte Einheiten | Anteil am Inlandsmarkt | Rang (Inlandsmarkt) | Umsatzerlöse (in 10.000 Yuan) |
| ---- | ------------------------------------ | ------------------- | ---------------------- | ------------------- | ----------------------------- |
| 1985 | 19.878                               | 1684                | –                      | –                   | 6231                          |
| 1986 | 34.491                               | 8471                | –                      | –                   | 42.249                        |
| 1987 | 56.872                               | 11.038              | –                      | –                   | 71.432                        |
| 1988 | 90.484                               | 15.542              | –                      | –                   | 114.240                       |
| 1989 | 127.390                              | 15.581              | –                      | –                   | 122.234                       |
| 1990 | 164.362                              | 18.523              | 42,2 %                 | 1                   | 182.297                       |
| 1991 | 231.476                              | 33.857              | 41,9 %                 | 1                   | 357.548                       |
| 1992 | 342.635                              | 65.952              | 40,8 %                 | 1                   | 710.801                       |
| 1993 | 474.502                              | 100.030             | 43,9 %                 | 1                   | 1.052.886                     |
| 1994 | 614.734                              | 115.295             | 40,1 %                 | 1                   | 1.271.037                     |
| 1995 | 803.502                              | 159.765             | 42,3 %                 | 1                   | 1.843.069                     |
| 1996 | 1.151.268                            | 200.031             | 45,0 %                 | 1                   | 2.430.674                     |
| 1997 | 1.472.603                            | 230.186             | 45,0 %                 | 1                   | 2.631.635                     |
| 1998 | 1.803.593                            | 235.020             | 44,3 %                 | 1                   | 2.520.388                     |
| 1999 | 2.115.635                            | 230.699             | 37,5 %                 | 1                   | 2.674.074                     |
| 2000 | 2.288.759                            | 222.216             | 33,8 %                 | 1                   | 2.869.751                     |
| 2001 | 2.580.174                            | 230.050             | 29,7 %                 | 1                   | 3.173.560                     |
| 2002 | 2.993.544                            | 301.712             | 23,4 %                 | 1                   | 3.626.528                     |
| 2003 | 3.597.285                            | 396.023             | 18,0 %                 | 1                   | 5.241.613                     |
| 2004 | 2.900.147                            | 355.006             | 14,1 %                 | 1                   | 3.789.351                     |
| 2005 | 2.611.648                            | 250.006             | 9,0 %                  | 2                   | 2.511.060                     |
| 2006 | 2.628.295                            | 349.088             | 8,5 %                  | 2                   | 4.017.097                     |
| 2007 | 2.590.510 (?)                        | 456.424             | 8,7 %                  | 3                   | 4.679.998                     |
| 2008 | 2.774.282                            | 490.087             | 9,1 %                  | 2                   | 4.791.178                     |
| 2009 | 3.694.481                            | 728.239             | 8,6 %                  | 1                   | 6.822.277                     |
| 2010 | 5.813.416                            | 1.001.357           | 8,8 %                  | 2                   | 10.828.379                    |
| 2011 | 6.833.391                            | 1.165.827           | 9,3 %                  | 2                   | 13.493.566                    |
| 2012 | 8.024.506                            | 1.280.008           | 9,3 %                  | 3                   | 15.111.904                    |
| 2013 | 9.971.318                            | 1.525.008           | 9,6 %                  | 1                   | 18.005.528                    |
| 2014 | 10.630.826                           | 1.725.006           | 9,0 %                  | 2                   | 20.078.761                    |
| 2015 | 10.643.690                           | 1.812.077           | 9,0 %                  | 1                   | 19.222.107                    |

Auf der Internetseite www.carsalesbase.com werden die jährlichen Zulassungszahlen von VW-Fahrzeugen in China aufgelistet, die allerdings die Fahrzeuge von FAW-Volkswagen beinhalten.
Die Zulassungszahlen von Škoda-Fahrzeugen in China stiegen von 31.802 im Jahr 2007 auf einen bisherigen Höchstwert von 352.000 im Jahr 2018. 2019 wurden 278.378 Neuwagen dieser Marke in China zugelassen.